# Gaudemunda Zofia
Gaudemunda Zofia (poln. Gaudemunda Zofia; † 1288) war eine litauische Prinzessin und masowische Fürstin. Sie heiratete in die masowischen Piasten ein.

## Leben
Gaudemunda Zofia war Tochter von Großherzog Traidenis von Litauen († 1282). Als sie zum Christentum übertrat, erhielt sie den Taufnamen Zofia. Sie galt als sehr fromm und wurde als einzige Herzögin in der Kathedrale von Płock bestattet.

## Ehe und Familie
1279 heiratete sie Bolesław II von Masowien. Mit ihm hatte sie die Kinder.
- Siemowit II. – Herzog von Masowien
- Trojden I. – Herzog von Masowien